# Arnhem Presikhaaf vasútállomás
Arnhem Presikhaaf vasútállomás vasútállomás Hollandiában, Arnhem városában.

## Vasútvonalak
Az állomást az alábbi vasútvonalak érintik:
- Arnhem–Leeuwarden-vasútvonal

## Kapcsolódó állomások
A vasútállomáshoz az alábbi állomások vannak a legközelebb:
- Arnhem Velperpoort vasútállomás
- Velp vasútállomás